# Litha
Litha, též liþa či liða, bylo u Anglosasů označení měsíců června a července, případně období či svátku mezi nimi. Litha je poprvé zmiňován v díle Bedy Ctihodného De temporum ratione z počátku 8. století, který uvádí měsíce Ærra Liþa „raný litha, předcházejí lithu“ a Æfterra Liþa „pozdní litha, následující lithu“. Podle jeho názoru litha znamená „mírný“ či „splavný“ protože v tyto měsíce vane mírný vánek a je tak možné plout po klidném moři. Angosaské slovo liðan „splavný“ a příbuzná slova odvozená od kořene lið- spojená s námořnictví napovídá že Bedova interpretace je správná.
Podle některých novopohanských autorů je Litha anglosaským označením letního slunovratu. Analogicky je totiž pro dvě měsíce, prosinec a leden, Bedou užíváno jedno jméno – geōl, z kterého vychází pozdější Jule.Taková hypotéza je však čistě spekulativní a slovo litha se neobjevuje v žádné souvislosti se sluncem. Ve Wicce je jako Litha někdy označován letní slunovrat vedle běžného anglického Midsummer „střed léta, letní slunovrat“. Bývá srovnáván s lidovou svatojánskou nocí, neodruidským Alban Hefin a Meán Samhraid, skotským Feill-Sheathain nebo rodnověrskou kupadelnou nocí.